# Дзвінець великий
Дзвінець великий, дзвінець волохатий (Rhinanthus major або R. angustifolius), дзвінець весняний — найпоширеніший представник роду Rhinanthus, однорічних рослин родини вовчкових. 

## Опис
Стебло висхідне до прямого, довжиною 10–80 см, переважно гіллясте, фіолетово-біле. Листки від ланцетоподібних до вузько-яйцеподібних, довжиною 2–6 см та шириною 0.6–1.6 см, на краю волосисті. Чашечка чотирикутна, сильно сплющена, яйцеподібна в момент цвітіння. Віночок удвічі довший за чашечку, завдовжки 8–10 мм. Коробочка довжиною до 12 мм Листки зубчасті, супротивні. Квітки здебільшого жовті, зібрані у верхівкові колосоподібні суцвіття. Плід — коробочка. Напівпаразитні рослини; прикріплюються своїми корінцями до коріння інших рослин; паразитує на корінні лучних злаків.

## Поширення
Поширений у південній і центральній Європі; інтродукований до Фінляндії й Корсики. Рослина поміщена в Червоний список судинних рослин Чехії, як зникаючий вид; раніше рослина була звичайним бур'яном на злакових полях, тепер її витіснили агротехнічні процеси.

## Заходи боротьби
На луках — скошування травостою до утворення насіння. Старанне очищання насіння.

## Синоніми
- Alectorolophus major Rchb.,
- Alectorolophus glaber (Lam.) Beck
- Alectorolophus montanus (Saut.) Frits
- Rhinanthus apterus (R. angustifolius subsp. grandiflorus)
- Rhinanthus glaber Lam. (R. angustifolius subsp. angustifolius)
- Rhinanthus grandiflorus (Wallr.) Bluff & Fingerh. (R. angustifolius subsp. grandiflorus)
- Rhinanthus major
- Rhinanthus montanus Sauter (R. angustifolius subsp. angustifolius)
- Rhinanthus parviflorus Noulet (R. angustifolius subsp. angustifolius)
- Rhinanthus reichenbachii Bentham in DC. (R. angustifolius subsp. grandiflorus)
- Rhinanthus serotinus (Schönheit) Oborny (R. angustifolius subsp. angustifolius)
- Rhinanthus vernalis (Zinger) Schischk. & Sergueievkaja (R. angustifolius subsp. grandiflorus
- Rhinanthus × poeverleinii (R. angustifolius subsp. ? × glacialis)